# TrustedBSD
Проект TrustedBSD представляет набор расширений безопасности для операционной системы FreeBSD. Проект был начат Робертом Уотсоном (Robert Watson) с целью реализации концепций Common Criteria for Information Technology Security Evaluation и Orange Book (Оранжевой книги). Этот проект находится в постоянном развитии и многие его наработки были интегрированы в операционную систему FreeBSD.
Проект TrustedBSD сфокусирован на аудите событий безопасности списков контроля доступа (ACL), расширении атрибутов файловой системы и мандатном управлении доступом (MAC). Также в ходе реализации проекта была перенесена реализация  архитектуры FLASK/TE — SELinux, разработанной Национальным агентством безопасности США, в операционную систему FreeBSD. Другим направлением работы является разработка OpenBSM  открытой реализации Sun’s Basic Security Module (BSM) — API и формата файлов аудита логов, поддерживающих расширенную систему аудита безопасности. Реализации этих задач были включены в состав операционной системы FreeBSD 6.2. Другие работы по созданию инфраструктуры FreeBSD выполняются как часть TrustedBSD и включают в себя SYN cookies, GEOM и OpenPAM.
Многие компоненты проекта TrustedBSD в настоящий момент входят в состав как операционной системы FreeBSD, так и других, основанных на ней программных продуктов. Например OpenPAM и UFS2 были заимствованы NetBSD. Кроме того TrustedBSD MAC Framework был заимствован Apple для операционных систем Mac OS X и iOS.
Большинство работ по разработке TrustedBSD были спонсированы DARPA.